# NGC 5229
NGC 5229 là một thiên hà xoắn ốc cạnh trên nằm trong chòm sao Lạp Khuyển. Nó là thành viên của Tập đoàn M51 mặc dù trên thực tế, nó tương đối tách biệt với các thiên hà khác. Đĩa của thiên hà có phần bị vênh và dường như bao gồm một loạt các ngôi sao được liên kết với nhau từ điểm thuận lợi của chúng ta trên Trái Đất. Nó có đường kính khoảng 7 kiloparsec (23.000 năm ánh sáng) và khoảng 13,7 tỷ năm tuổi.